# Manden med de ni Fingre II
|  | Denne artikel er oprettet af botten PalnaBot ud fra en ekstern database. Den kan derfor have sproglige fejl eller mangler. Denne skabelon kan fjernes efter kontrol af indholdet. |

Manden med de ni Fingre II er en film instrueret af A.W. Sandberg.